# Burg Graupen
Die Burg Graupen (tschechisch Hrad Krupka) ist der teilweise sehr gut erhaltene Rest einer ehemals stattlichen Burg. Sie befindet sich mitten in der tschechischen Stadt Krupka (Graupen) auf einem Felsvorsprung und ist über einen schmalen Weg auch mit Kraftfahrzeugen erreichbar. Aufgrund der ehemals an den Hängen der Burg bzw. im Burggarten blühenden Rosen wurde sie auch Rosenburg genannt.

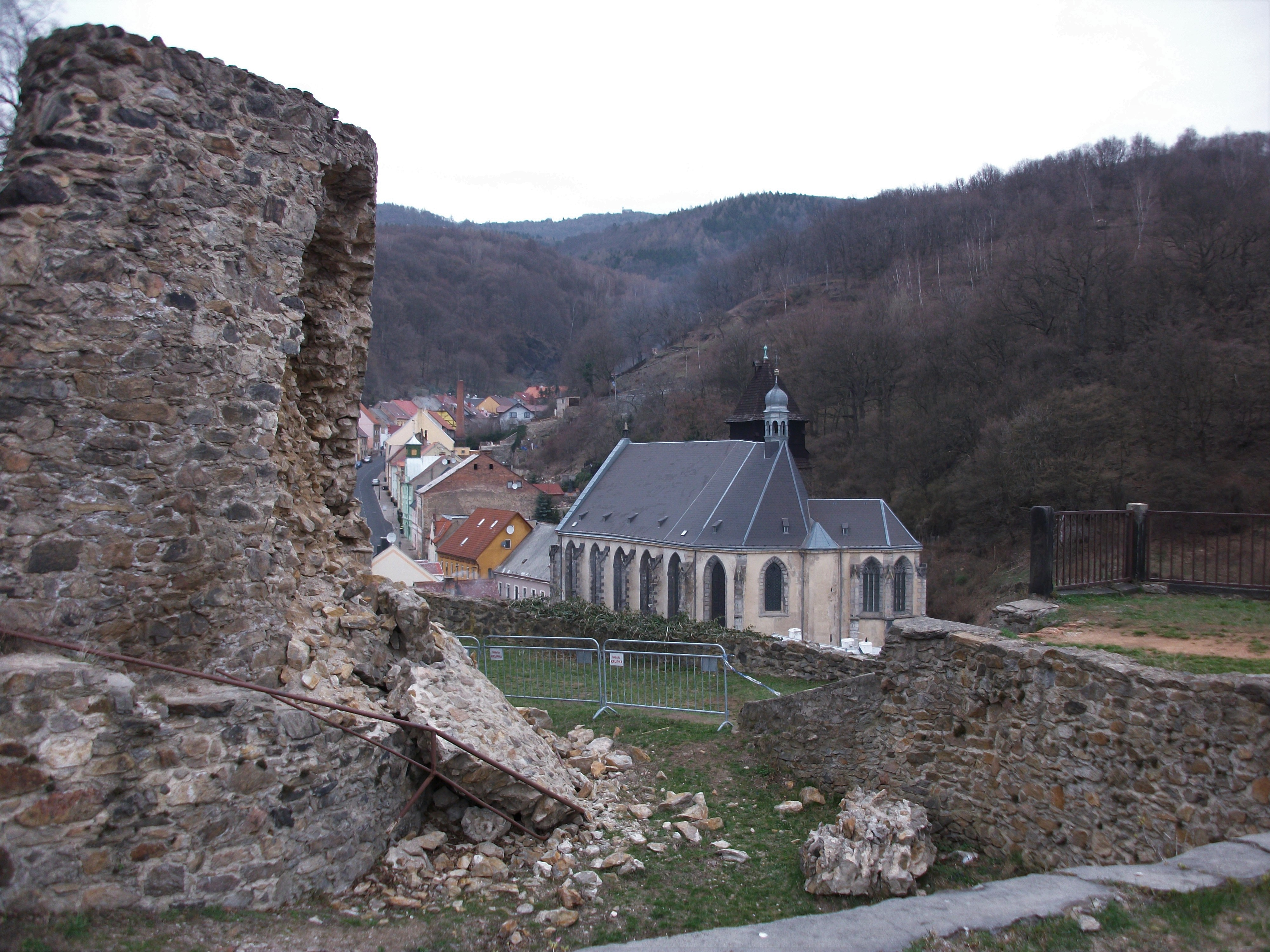
Blick von der Burg auf Stadt und Kirche Mariä Himmelfahrt (Kostel Nanebevzetí Panny Marie) (2019)

## Geschichte
Angelegt wurde die ehemals strategisch wichtige Befestigung wahrscheinlich um 1300, um die Zinnbergwerke Krupkas, die Stadt selbst und den alten Handelsweg nach Sachsen zu schützen. Die erste urkundliche Erwähnung als bereits bestehende Burg stammt aus einer Lehensurkunde des Jahres 1330. In den Hussitenkriegen wurde die Anlage 1429 zerstört und anschließend zwischen 1434 und 1440 wieder aufgebaut. 1471–82 erfolgte ein spätgotischer Umbau. Im 15. und 16. Jahrhundert zählten u. a. Mitglieder des sächsischen Adelsgeschlechtes von Colditz, des böhmischen Geschlechts der von Kolowrat und Kaiser Rudolf II. zu den Besitzern. Thimo V. von Colditz verkaufte 1557 den Besitz Graupen mit der Burg an Kaspar von Schönburg. Während des Dreißigjährigen Krieges erfolgte die erneute Zerstörung der Anlage. Auf dem Hofplatz wurde 1695–97 das Bergamtshaus erbaut. 1710 erwarb Graf Franz Clary-Aldringen die Burg und baute sie in Teilen wieder auf. Weite Teile der Anlage wurden aber aufgegeben und verfielen.
Heute stellt die Burg ein beliebtes Ausflugsziel dar. Zwischen 1999 und 2003 erfolgte eine grundlegende Renovierung. Das Bergamtshaus wird heute als Hotel und Gaststätte genutzt. Auf der Südseite des Burggeländes befindet sich eine Aussichtsplattform mit Blick auf Krupka und seine historischen Kirchen. Auf dieser Aussichtsplattform befindet sich auch ein Denkmal, welches an den Besuch Goethes in Graupen erinnert. Die Burg ist ein Routenpunkt des Grenzüberschreitenden Bergbaulehrpfades um Krupka.

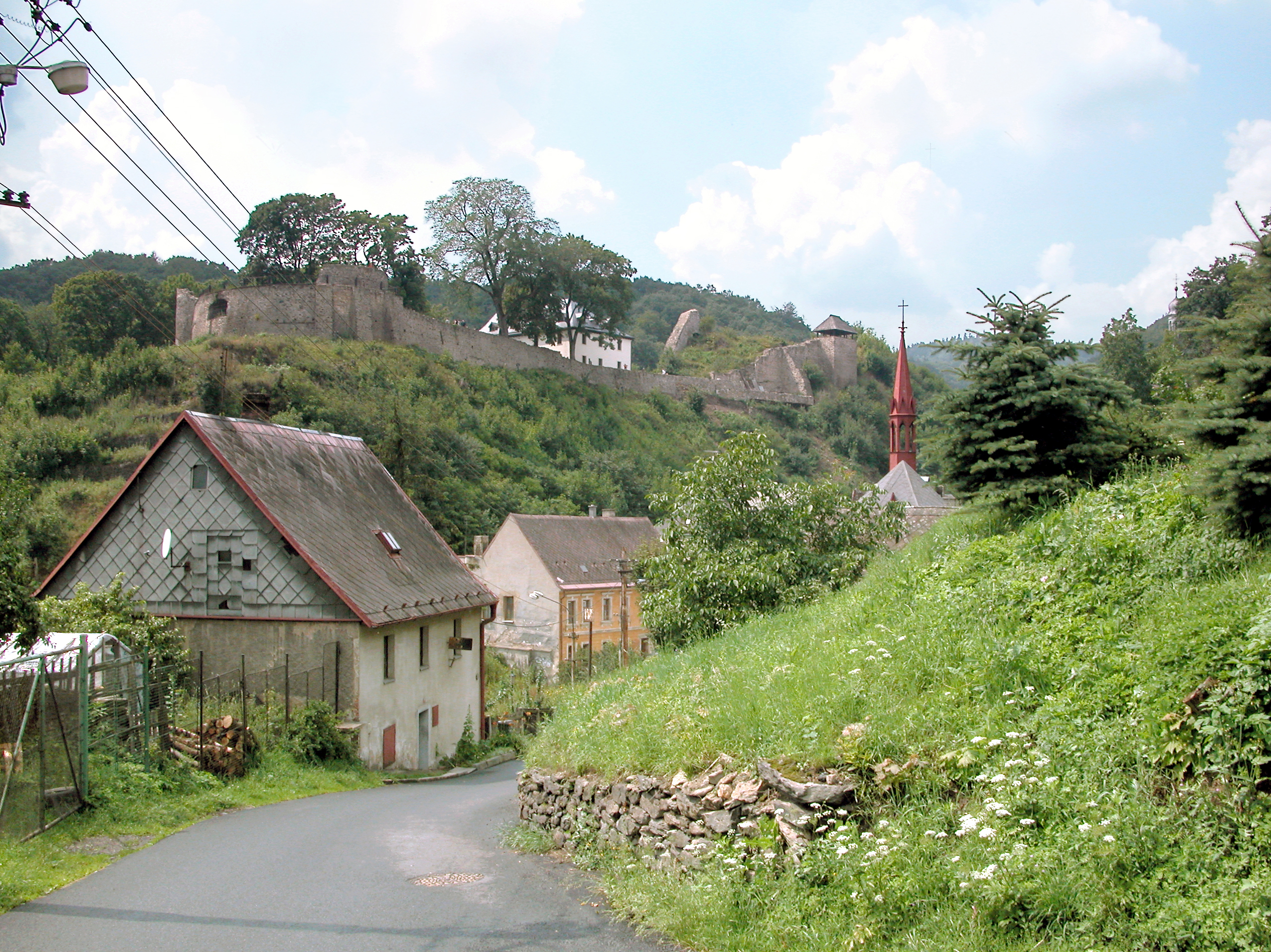
Südost-Ansicht von einer Nebenstraße
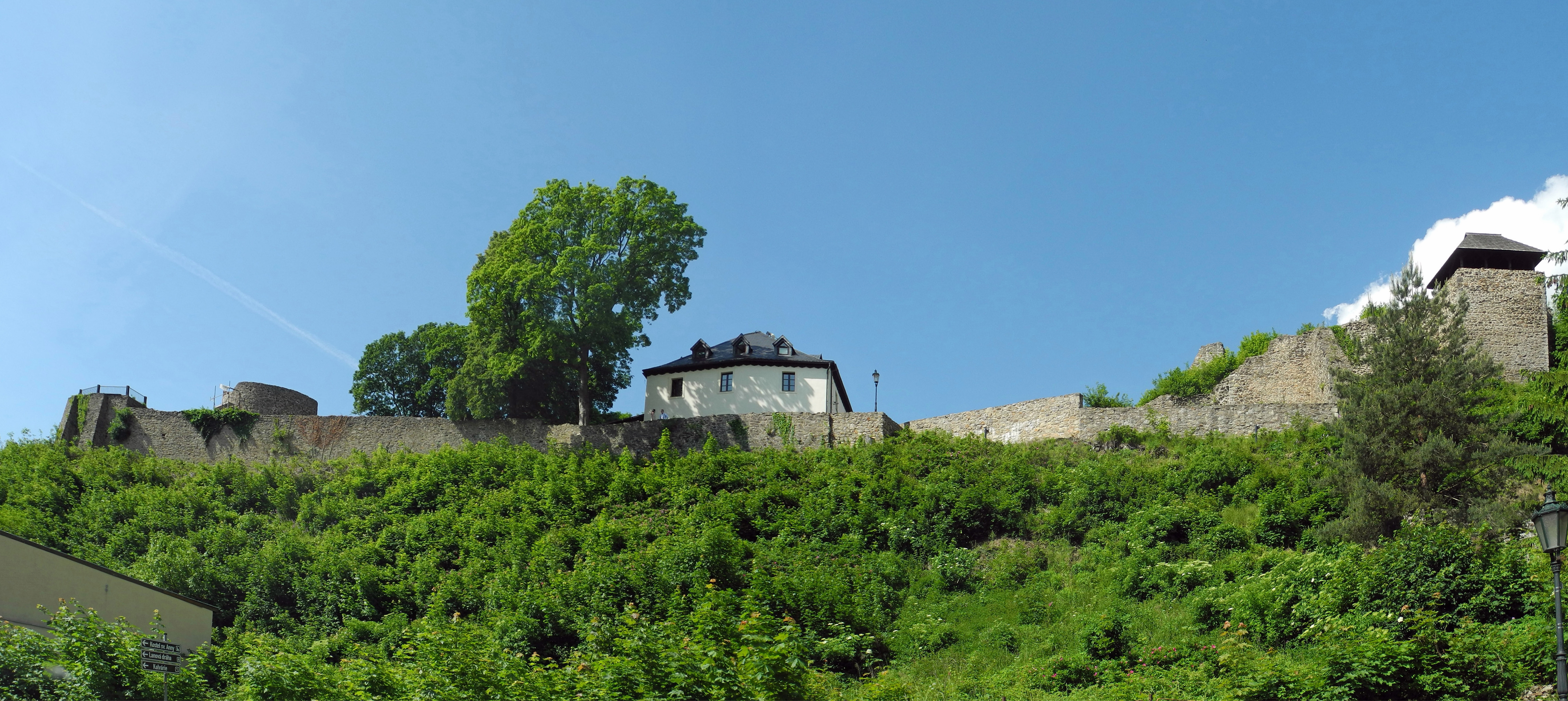
Panorama mit Bergamts-Haus (Hotel mit Gaststätte) und Burgturm (Aussichtsturm) rechts (2019)
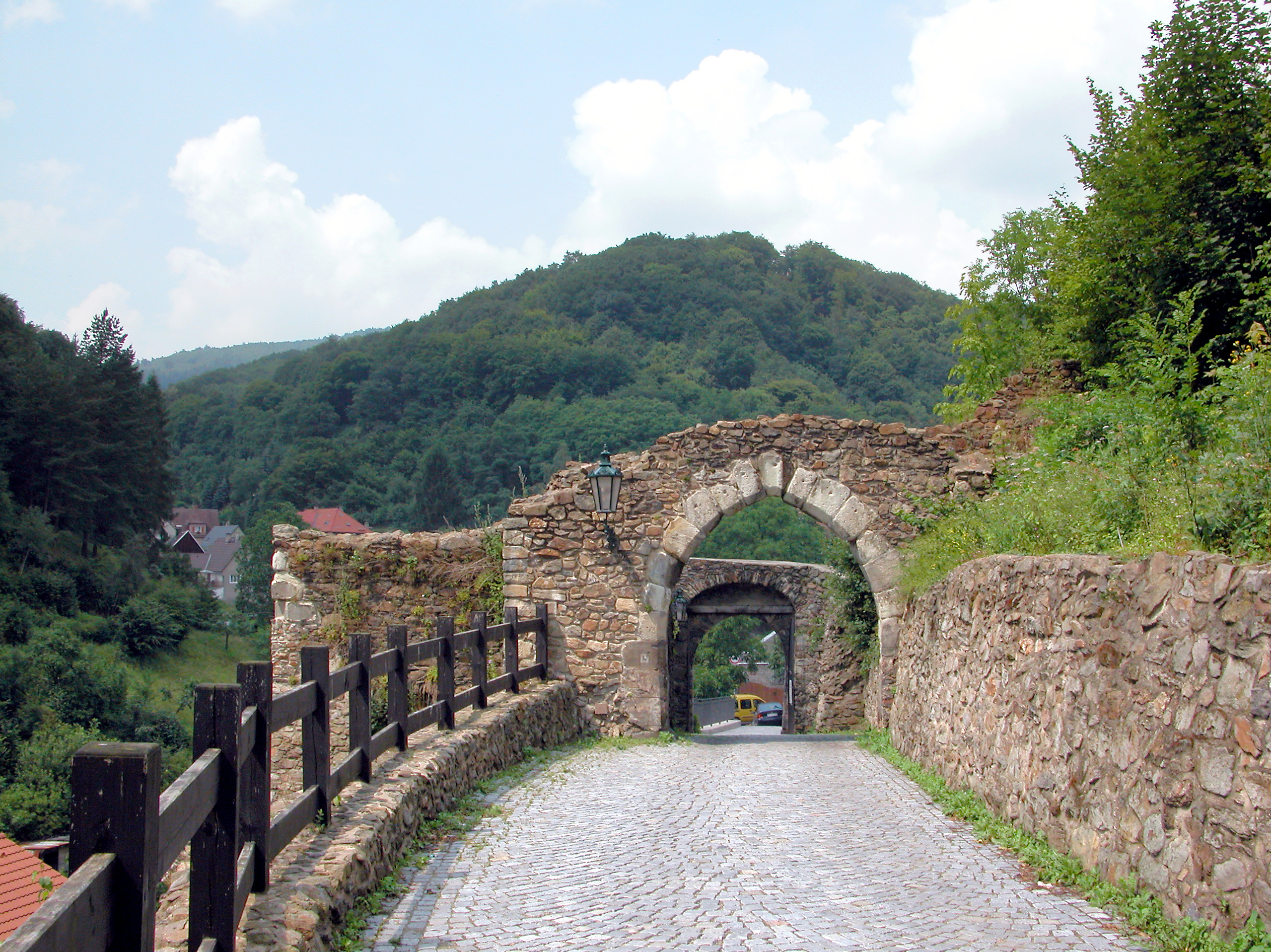
Spätgotisches Tor einer Doppeltoranlage in der Auffahrt zur Burg, Blick nach Norden (hangabwärts)
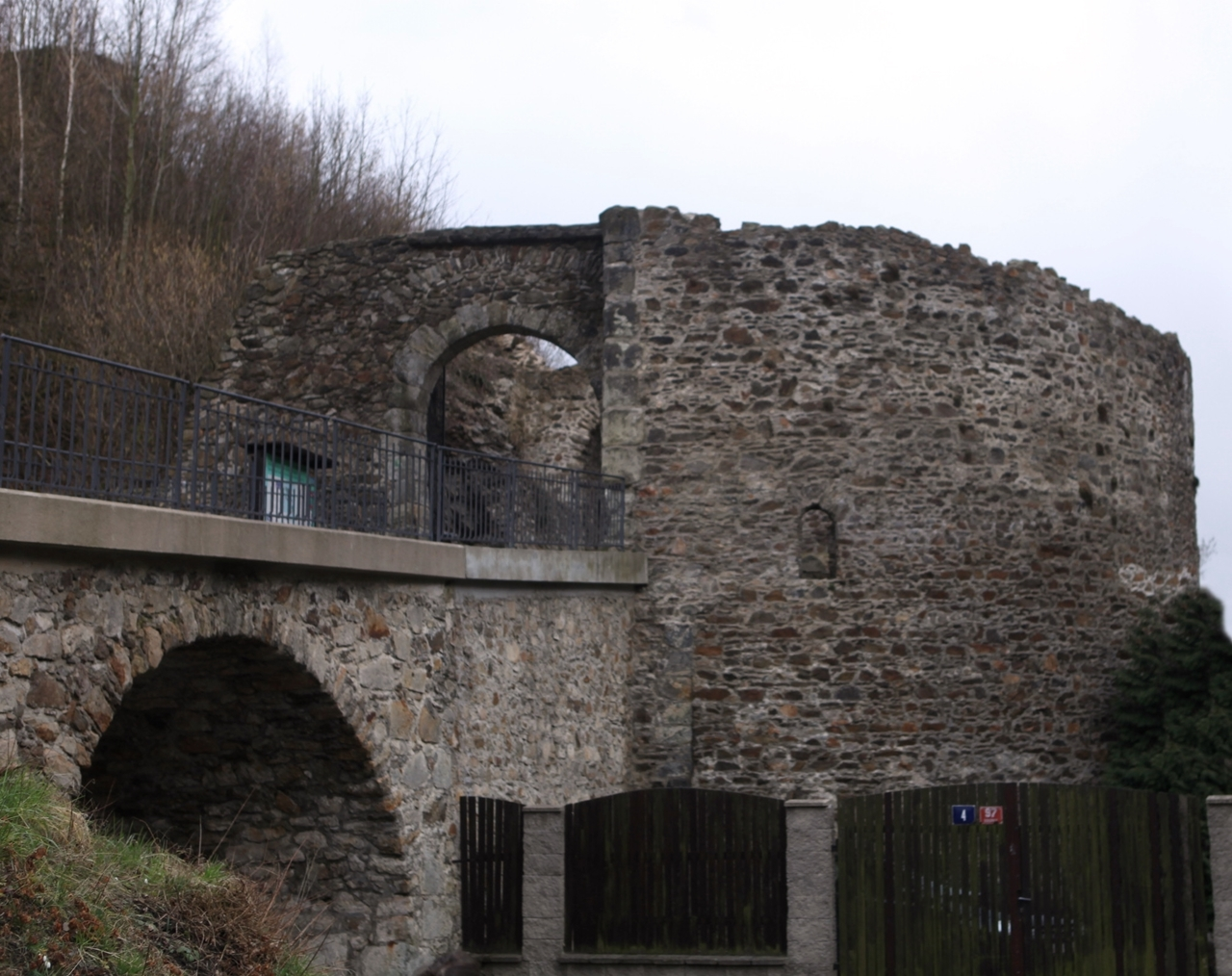
Burgtor, Außenseite/Nordseite (2016)
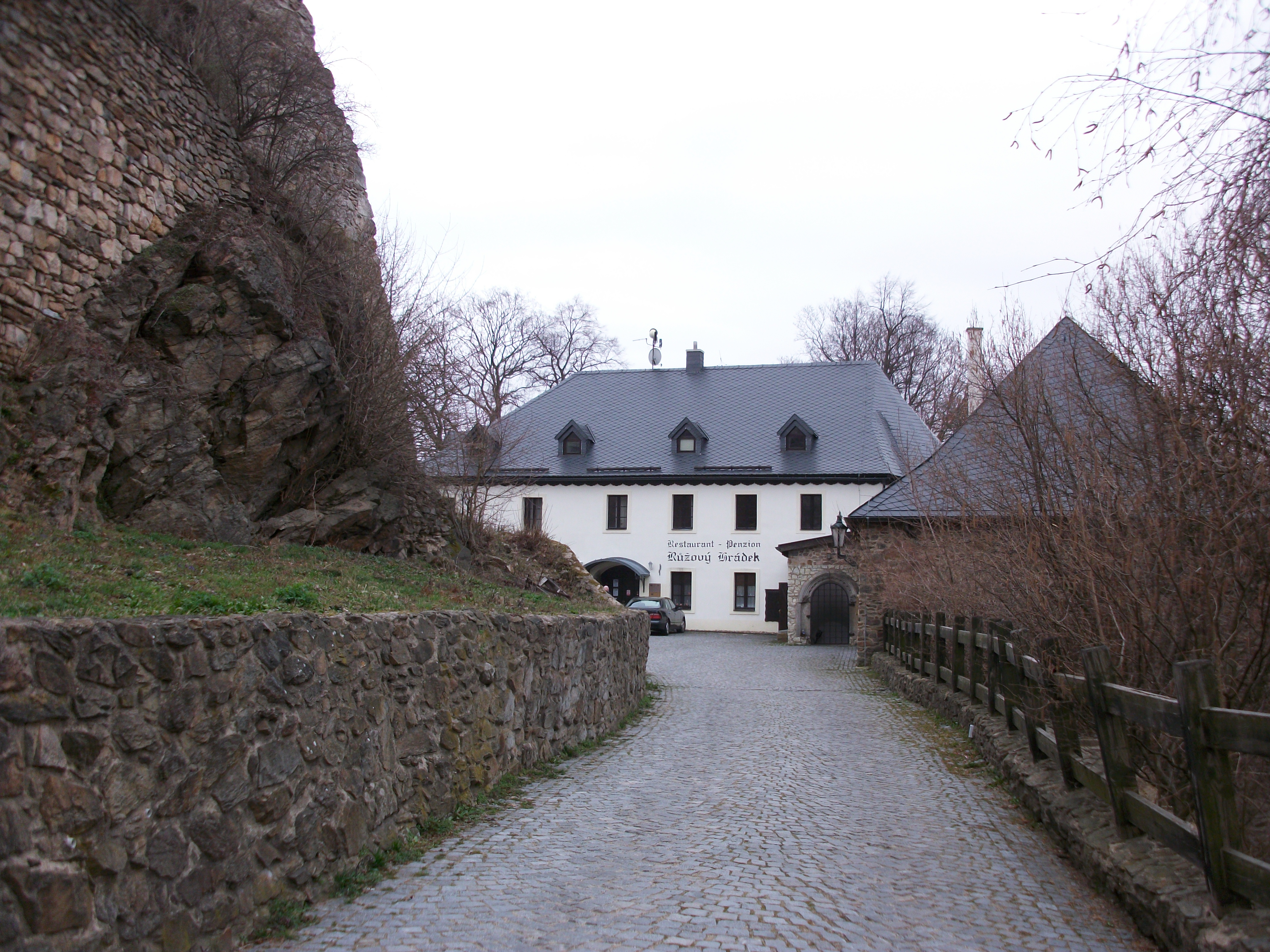
Blick in der Burgauffahrt nach Süden zum Bergamts-Haus (2019)
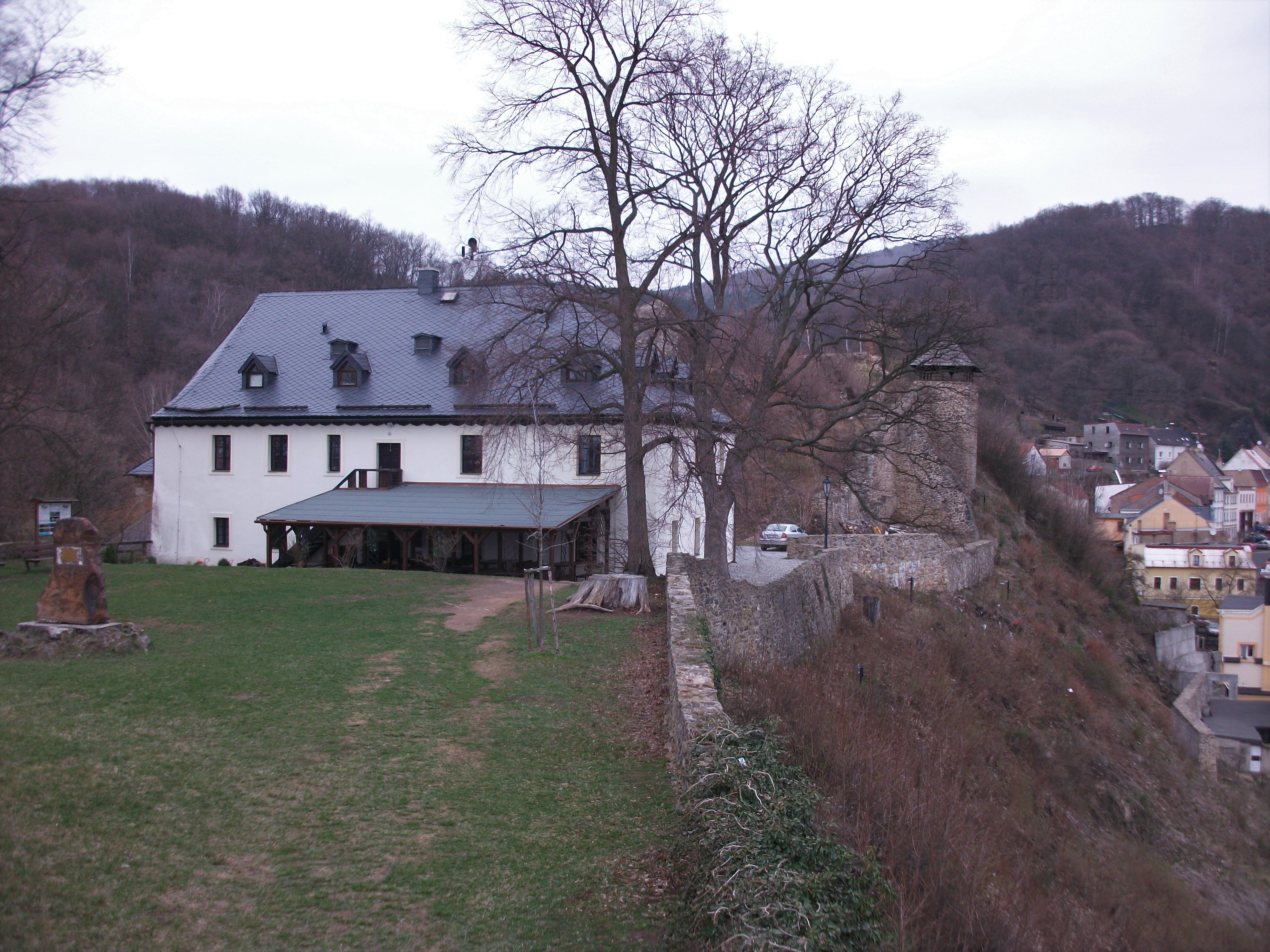
Ehemaliges Bergamt, heute Hotel und Restaurant "Růžový Hrádek" ("Rosenburg")
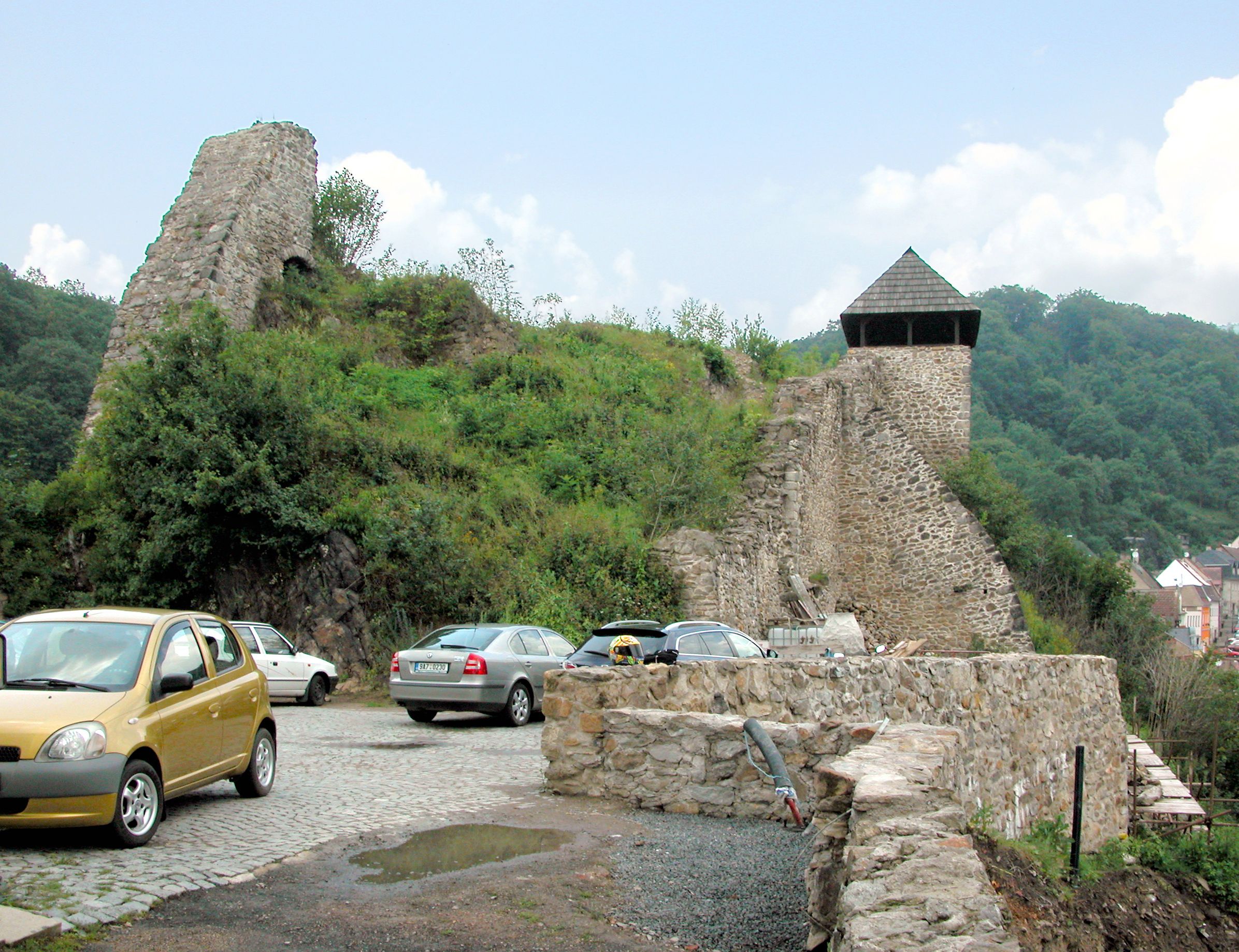
Blick im Burgareal nach Norden (2009)
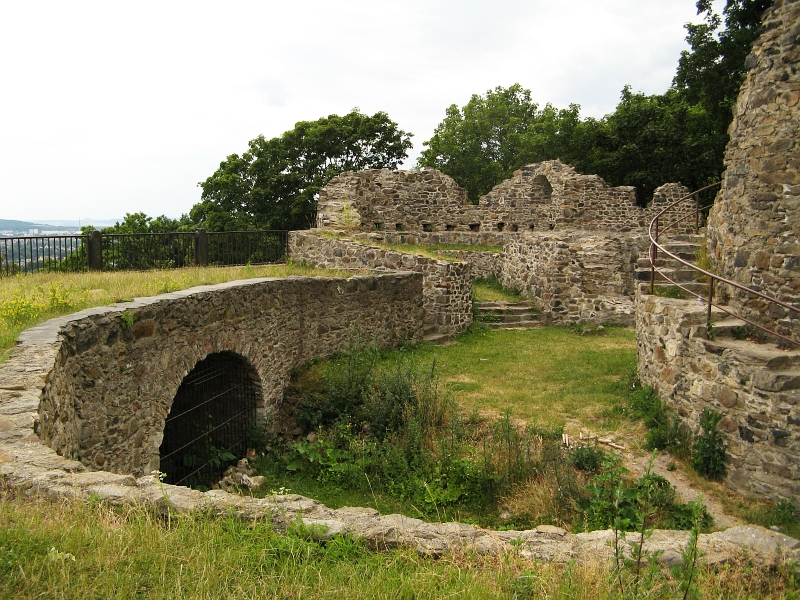
Ruinen in der Kernburg, im Hintergrund das Rondell (2014)
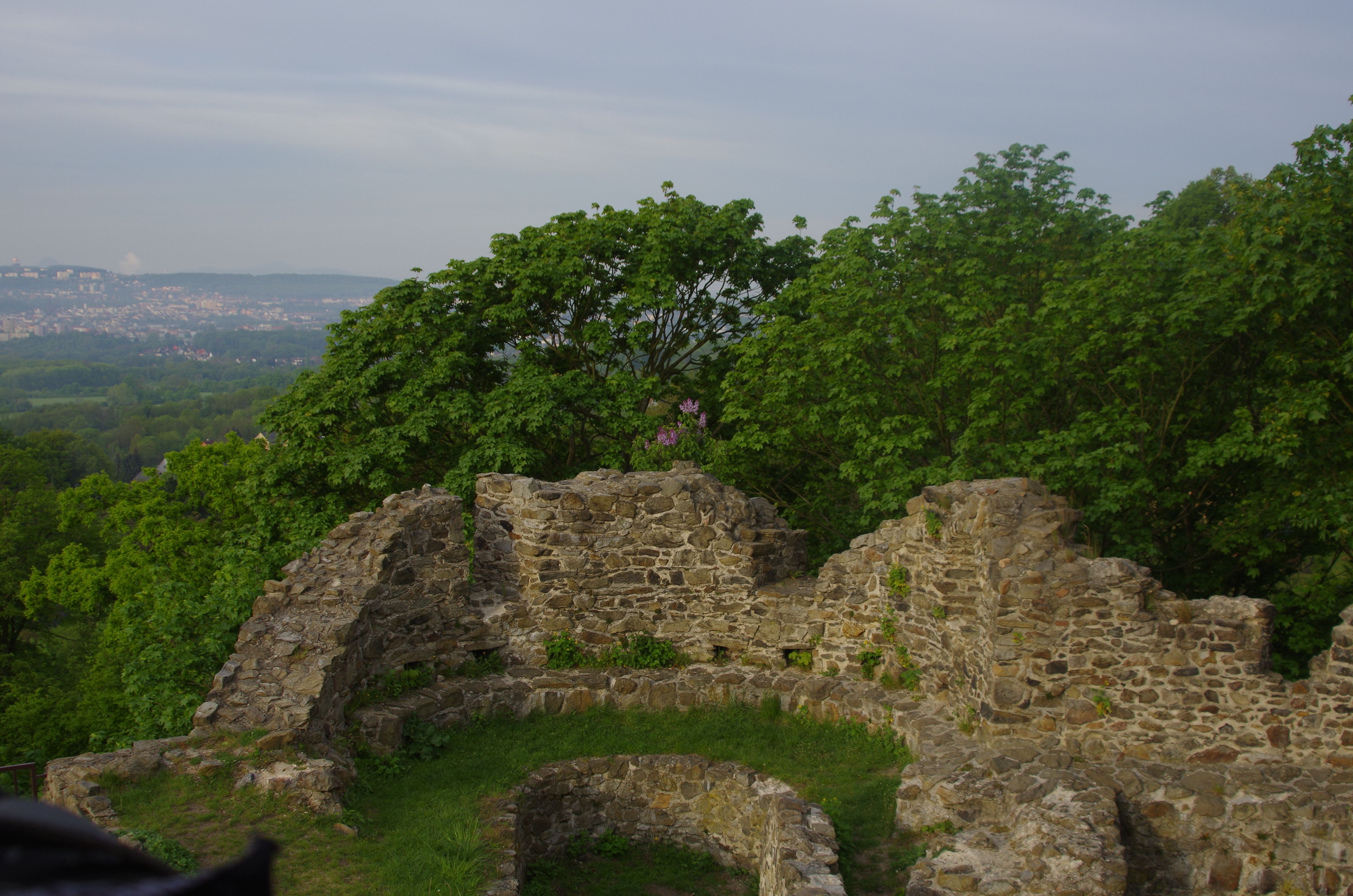
Im Rondell (Rundbastion). 2020.
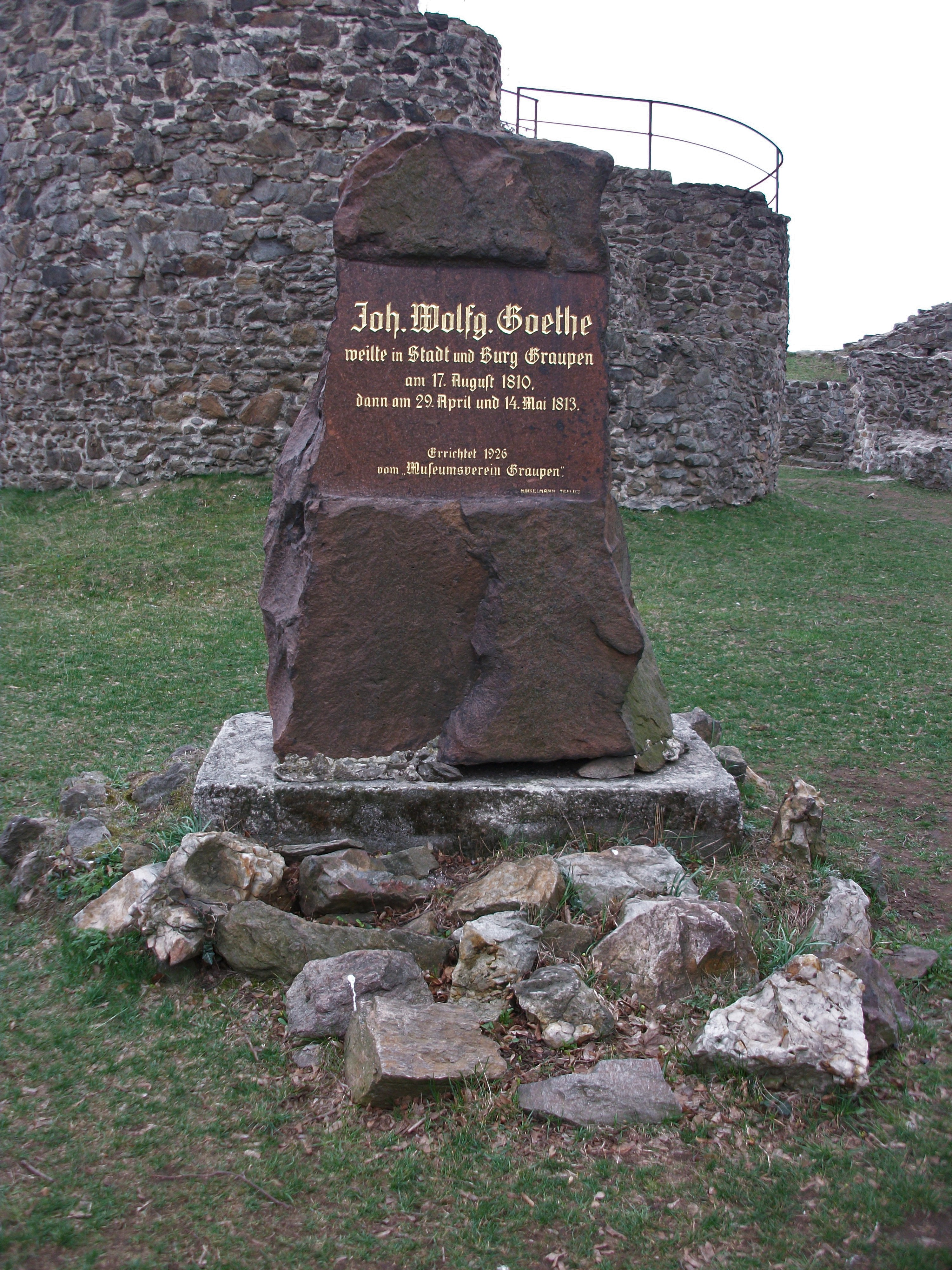
Denkmal für Goethes Besuche 1810 und 1813

## Bauwerke
Der Burgenforscher Otto Piper weist in seinem Buch "Burgenkunde" um 1900 darauf hin, dass Graupen in Nordböhmen zu den Anlagen zählt, die keinen Bergfried haben. Außerdem sollen damals noch kubikmetergroße Stücke von Bruchsteinmauerwerk unter freiem Himmel hier so da gelegen haben, wie sie offenbar im Dreißigjährigen Krieg mittels Pulver abgesprengt worden sind. Dies führte Piper auf die Qualität des verwendeten Mörtels zurück.